# L’intérêt d’Adam
L’intérêt d’Adam ist ein Filmdrama / Sozialdrama von Laura Wandel. Der Film mit Léa Drucker, Anamaria Vartolomei und Alex Descas in den Hauptrollen handelt von einem vierjährigen Jungen namens Adam, der auf Anordnung des Gerichts wegen Unterernährung ins Krankenhaus eingeliefert wird, wo sich eine von Drucker gespielte Krankenschwester mitfühlend um ihn und seine Mutter kümmert. Der Film feierte im Mai 2025 bei den Internationalen Filmfestspielen in Cannes seine Premiere.

## Handlung
Aufgrund eines Gerichtsurteils wird der unterernährte vierjährige Adam in ein Krankenhaus eingeliefert. Die leitende Kinderkrankenschwester Lucy erlaubt Adams Mutter Rebecca, an der Seite ihres Sohnes zu bleiben, obwohl der Richter die Besuchszeiten streng begrenzt hat. Als Rebecca sich jedoch hartnäckig weigert, Adam zu verlassen, wird es kompliziert. Im Interesse des Kindes tut Lucy alles, um der Mutter in Not zu helfen.

## Produktion

### Filmstab und Idee
Regie führte die Belgierin Laura Wandel, die auch das Drehbuch schrieb. Es handelt sich um deren zweiten Spielfilm nach Un monde. Die Welt der Kinderstationen habe sie angezogen, weil sie ein schönes Bild der Gesellschaft zeichnen und einen Bezug zur Welt der Kindheit herstellen, so Wandel. Institutionen interessierten sie, weil sie meist Mini-Gesellschaften mit hierarchischen Verhältnissen, eigenen, klar definierten Regeln und Gesetzen seien, die oft zu systemischer Gewalt führen: „Ich verspürte schnell das Bedürfnis, dorthin zu gehen, um die Realität vor Ort zu dokumentieren und mich mit dem medizinischen Personal auseinanderzusetzen.“ So sei sie auf die Idee gekommen, die Perspektive einer Kinderkrankenschwester zu beleuchten, die angesichts der Not eines Kindes über den gesetzlichen Rahmen ihrer Arbeit hinausgeht, um ihm zu helfen.
In Vorbereitung auf den Film verbrachte Wandel mehrere Wochen als Hospitantin in der Kinderstation eines Brüsseler Krankenhauses.

### Besetzung und Dreharbeiten
Léa Drucker spielt die Kinderkrankenschwester Lucy. Wandel war mit ihr kurz vor Drehbeginn in dem Brüsseler Krankenhaus, wo sie einen Tag lang die Gesten und Verhaltensweisen der Pflegekräfte beobachten und verinnerlichen konnte. Jules Delsart spielt in der Titelrolle den vierjährigen Adam und Anamaria Vartolomei dessen Mutter Rebecca. Alex Descas spielt den Stationsleiter Naïm und Laurent Capelluto einen weiteren Arzt namens Daniel. Claire Bodson ist in der Rolle einer Mitarbeiterin des Service de Protection de la Jeunesse zu sehen, der belgischen Kinder- und Jugendschutzbehörde.
Die Dreharbeiten wurden im Sommer 2024 begonnen. Während dieser war eine Pflegekraft anwesend, die Léa Drucker durch die Szenen führte. Mit Kameramann Frédéric Noirhomme arbeitete Wandel bereits für Un monde zusammen. Hiernach war Noirhomme für Filme wie Il pleut dans la maison von Paloma Sermon-Daï und Jouer avec le feu von Delphine und Muriel Coulin tätig.

### Veröffentlichung
Der internationale Vertrieb liegt bei Indie Sales, der französische Vertrieb bei Memento und der belgische Vertrieb bei Lumière.  Die Premiere des Films war am 14. Mai 2025 bei den Internationalen Filmfestspielen in Cannes, wo er in der Semaine de la critique gezeigt wurde. Ende Juni, Anfang Juli 2025 erfolgten Vorstellungen beim La Rochelle Film Festival. Im August 2025 wird er beim Melbourne International Film Festival und beim norwegischen Filmfestival in Haugesund  gezeigt.

## Rezeption

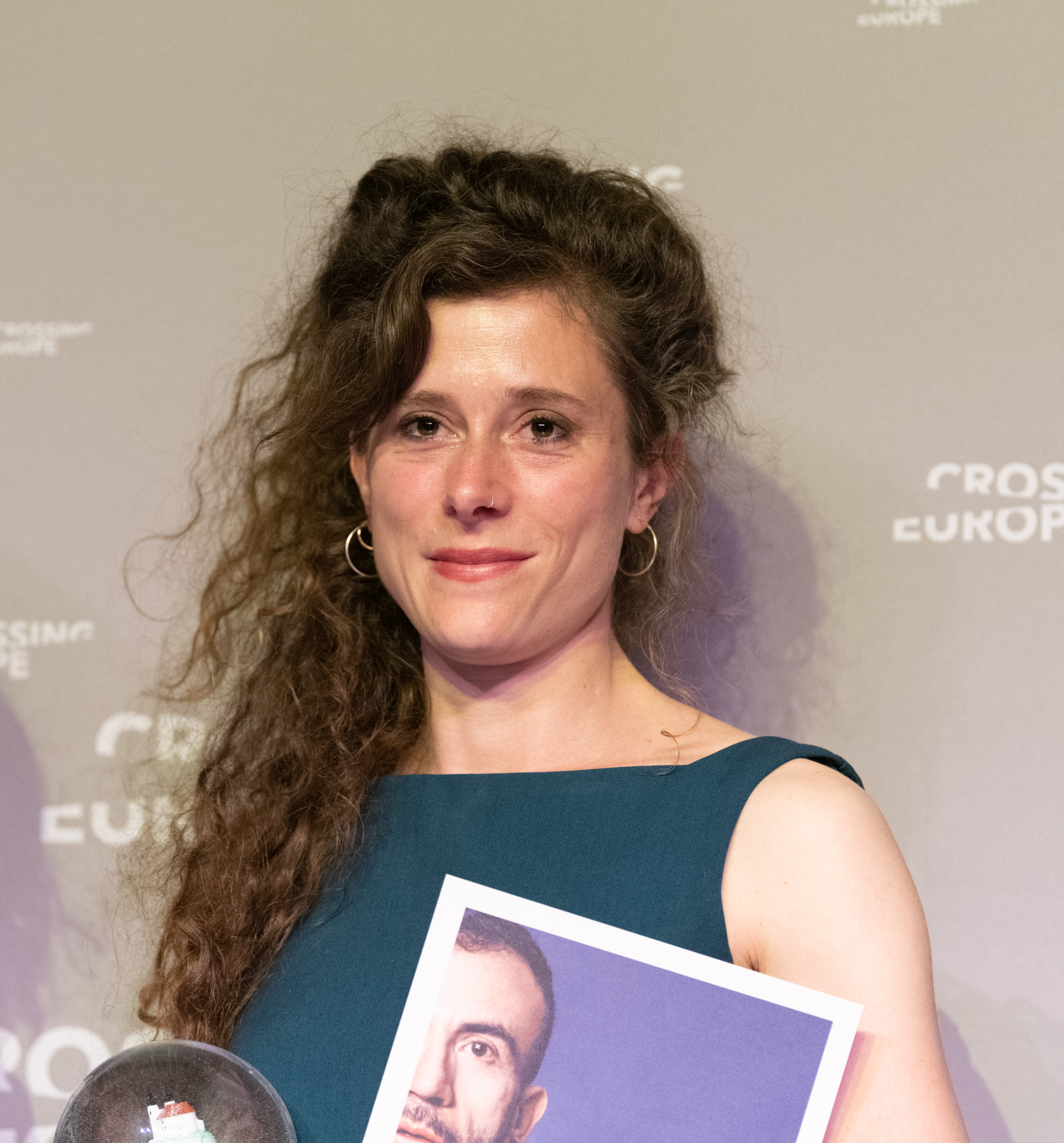
Regisseurin Laura Wandel

Amber Wilkinson schreibt in ihrer Kritik für screendaily.com, Laura Wandels Nachfolgefilm von Un monde sei moralisch nicht so komplex, sei aber ein emotional intelligenter und spannender Krankenhausfilm geworden. Das Gefühl der Verletzung der beiden Protagonistinnen spiegele sich auch in der Farbpalette wider, die jeglicher Wärme beraubt wirke. Selbst die Ballons, die auf der Station für gute Laune sorgen sollen, seien von Kameramann Frédéric Noirhomme in einem kühlen, tränenreichen Blau gehalten. Das Gefühl, sich in einer echten Krankenhausumgebung zu befinden, werde durch das Fehlen einer Filmmusik verstärkt, wodurch die Soundgestaltung umso markanter werde. Adams schnaufendes Atmen spiegele seinen emotionalen Zustand wider, während andere Krankenhausgeräusche, wie das Weinen eines Babys, den Druck auf den Stationen verstärkten, der sich direkt vor unseren Augen abspielt. Wandel betrachte die Charaktere wertfrei und zeige in ihrem Film, dass nicht die kranken Kinder das Problem sind, sondern deren oft bedürftigeren Eltern.